# NGC 728
NGC 728 je trostruka zvijezda u zviježđu Ribama.

## Vanjske poveznice
- SEDS: NGC 728